# Lake Lorraine (Wisconsin)
Lake Koshkonong es un lugar designado por el censo ubicado en el condado de Jefferson en el estado estadounidense de Wisconsin. En el Censo de 2010 tenía una población de 1.204 habitantes y una densidad poblacional de 15,59 personas por km².

## Geografía
Lake Koshkonong se encuentra ubicado en las coordenadas 42°51′38″N 88°56′25″O / 42.86056, -88.94028. Según la Oficina del Censo de los Estados Unidos, Lake Koshkonong tiene una superficie total de 77.25 km², de la cual 36.53 km² corresponden a tierra firme y (52.71%) 40.72 km² es agua.

## Demografía
Según el censo de 2010, había 1.204 personas residiendo en Lake Koshkonong. La densidad de población era de 15,59 hab./km². De los 1.204 habitantes, Lake Koshkonong estaba compuesto por el 97.59% blancos, el 0.58% eran afroamericanos, el 0.25% eran amerindios, el 0.83% eran asiáticos, el 0% eran isleños del Pacífico, el 0.25% eran de otras razas y el 0.5% pertenecían a dos o más razas. Del total de la población el 1.74% eran hispanos o latinos de cualquier raza.